# الممثل الدائم للمغرب لدى الأمم المتحدة
 يتولى السفير والممثل الدائم للمغرب لدى الأمم المتحدة مهمة رئاسة الوفد المغربي لدى الأمم المتحدة في نيويورك ورئاسة البعثة الدائمة للمغرب لدى الأمم المتحدة. يحظى صاحب هذا المنصب برتبة ومكانة السفير فوق العادة والمفوض وهُو أيضًا ممثل المغرب في مجلس الأمن التابع للأمم المتحدة في سنوات (1963-1964، 1992-1993، 2012-2013).
يشغل المنصب حاليا المندوب الدائم عمر هلال، وهُو مكلف بتمثيل المغرب، سواء من خلال مقعده غير الدائم في مجلس الأمن التابع للأمم المتحدة أو خلال جلسات الجمعية العامة للأمم المتحدة، باستثناء الحالات النادرة التي يكون فيها مسؤول أعلى منه رُتبة (مثل وزير الخارجية أو الملك) حاضرا في أشغال هاته الجلسات.

## قائمة
| المُمثل الدائم       | تاريخ تولي المنصب | تاريخ نهاية المهام |
| ------------------- | ----------------- | ------------------ |
|                     | 1956              | 1963               |
| احمد طيبي بنهيمة    | 1962              | 1965               |
| الداي ولد سيدي بابا | 1965              | 1967               |
|                     | 1967              |                    |
| مهدي مراني زنتار    | 1981              | 1985               |
| مولاي مهدي العلوي   | 15 أبريل 1985     |                    |
| أحمد السنوسي        | 1992              | 2001               |
| محمد بنونة          | 2001              | مارس 2006          |
| مصطفى ساهل          | مارس 2006         | نوفمبر 2008        |
| محمد لوليشكي        | نوفمبر 2008       | 14 أبريل 2014      |
| عمر هلال            | أبريل 2014        | حتى الآن           |